# لوسيان لامبرت
لوسيان لامبرت (بالفرنسية: Lucien-Léon Guillaume Lambert)‏ (و. 1858 – 1945 م) هو ملحن، وعازف بيانو فرنسي، ولد في باريس، يستخدم آلات بيانو، توفي في بورتو، عن عمر يناهز 87 عاماً.